# Giovanni Müller
Giovanni Müller, auch Johannes Müller (* 25. April 1890 in Krinau; † 11. Januar 1970 in Zürich), war ein Schweizer Maler und Holzschneider.

## Leben und Werk
Giovanni Müller besuchte die Realschule in Lichtensteig. Sein künstlerisches Talent wurde von seinem Lehrer und dem Pfarrer von Krinau gefördert. Müller absolvierte eine Lehre zum Strickereizeichner an der Industrie- und Gewerbeschule St. Gallen. An der Schule lernte er den späteren Maler Werner Weber kennen.
Zusammen reisten sie nach Paris und arbeiteten ab November 1909 im Dessinateur-Atelier des Hauses Ch. Gros-Renaud an der 4. Rue du Faubourg Montmartre. Giovanni Müller und Werner Weber malten und fühlten sich stark zur bildenden Kunst hingezogen. In der Folge reiste Müller mit ausgewählten Werken zu Ferdinand Hodler und Hans Beat Wieland, um sie von diesen begutachten zu lassen. Auf Hodlers und Wielands Empfehlung erhielt er ein Kunststipendium der St. Galler Regierung zugesprochen. Das Stipendium ermöglichte es Müller, von 1910 bis 1913 an der Debschitz-Schule in München zu studieren. Zudem nahm er Unterricht bei Hermann Groeber und Paul Weinhold.
Zwischen 1913 und 1915 hielt sich Müller zu Studienzwecken in Venedig, Florenz und Rom auf. 1916 kehrte er nach Krinau zurück und hielt sich u. a. in Graubünden und im Tessin auf.
1920 reiste Müller nach New York und arbeitete als Hilfsarbeiter. Später fand er Arbeit als Entwerfer in einer Stoffdruckerei und feierte mit seinen Entwürfen grossen Erfolg. In New York lernte er seine Frau kennen. Das Paar kehrte 1924 in die Schweiz zurück, wo es in Zürich eine Wohnung bezog.
Giovanni Müller war Mitglied der «L’Associazione degli Incisori L’IDIT» sowie der Sektion Zürich der GSMBA. Ab 1933 widmete er sich fast ausschliesslich der Holzschnitzerei. 1944 war er ein Mitbegründer der Gruppe «XYLON». Im Dezember 1967 wurde Müller mit der «medaglia d’oro» und dem «diploma d’onore della Rivista Pensiero ed Arte» ausgezeichnet. Wahrscheinlich wurden alle Druckstöcke von Müller auf seinen Wunsch hin nach seinem Tod vernichtet.